# Ostřice šlahounovitá
Ostřice šlahounovitá (Carex chordorrhiza, syn. Vignea chordorrhiza) neboli tuřice šlahounovitá je druh jednoděložné rostliny z čeledi šáchorovité (Cyperaceae).

## Popis
Jedná se o rostlinu dosahující výšky asi 15–30 cm. Je vytrvalá, a vytváří nápadné dlouhé (až 120 cm) oddenky, ze kterých šikmo vyrůstají jednotlivé lodyhy, nevytváří trsy. Časté jsou také olistěné sterilní výhony. Lodyha je slabě trojhranná, hladká. Listy jsou střídavé, přisedlé, s listovými pochvami. Čepele listů fertilních lodyh jsou asi 0,5–3 mm široké, žlábkovité. Pochvy dolních listů jsou šedohnědé. Ostřice šlahounovitá patří mezi stejnoklasé ostřice, všechny klásky vypadají víceméně stejně a u tohoto druhu jsou klásky oboupohlavné. V dolní části klásku jsou samičí květy, v horní samčí. Celý lichoklas (klas klásků) je asi 0,7–1,5 cm dlouhý a obsahuje cca 3–5 klásků. Okvětí chybí. V samčích květech jsou zpravidla 3 tyčinky. Čnělky jsou většinou 2. Plodem je mošnička, která je žlutavě až tmavě červenohnědá, asi 3–4,5 mm dlouhá, na vrcholu náhle zúžená v dvouzubý zobánek. Každá mošnička je podepřená plevou, která je bledě až tmavě červenohnědá se světlejším kýlem, na okraji světle lemovaná. Kvete nejčastěji v červnu. Počet chromozómů: 2n=60.

## Rozšíření
Ostřice šlahounovitá je severský druh s cirkumpolárním rozšířením. Roste hlavně v severní Evropě, jižněji většinou jen v horách, dále roste na Sibiři a na Dálném východě. Její areál sahá až do Severní Ameriky, kde roste hlavně v Grónsku, na Aljašce, v Kanadě a v severních státech USA. V jihovýchodní části Asie je rozšířen blízce příbuzný druh Carex pseudo-curaica. Mapka rozšíření viz zde: .

## Rozšíření v Česku
V ČR roste vzácně na Třeboňsku, na Českomoravské vrchovině a v některých horských oblastech, jinde zcela chybí. Je to kriticky ohrožený druh flóry ČR (kategorie C1). Je to druh rašelinišť.